# Zofia Wittelsbach
Zofia Wittelsbach (Sophie Friederike Dorothea Wilhelmine; ur. 27 stycznia 1805 w Monachium, zm. 28 maja 1872 w Wiedniu) – arcyksiężna austriacka, księżniczka bawarska, córka króla Bawarii Maksymiliana I i królowej Karoliny Fryderyki. Jej siostrą bliźniaczką była królowa Saksonii – Maria Anna Wittelsbach. Konserwatywne poglądy i jej konflikt z synową Elżbietą Bawarską wykreowały bardzo negatywny wizerunek arcyksiężnej, który został spopularyzowany przez liczne filmy traktujące o życiu cesarzowej.

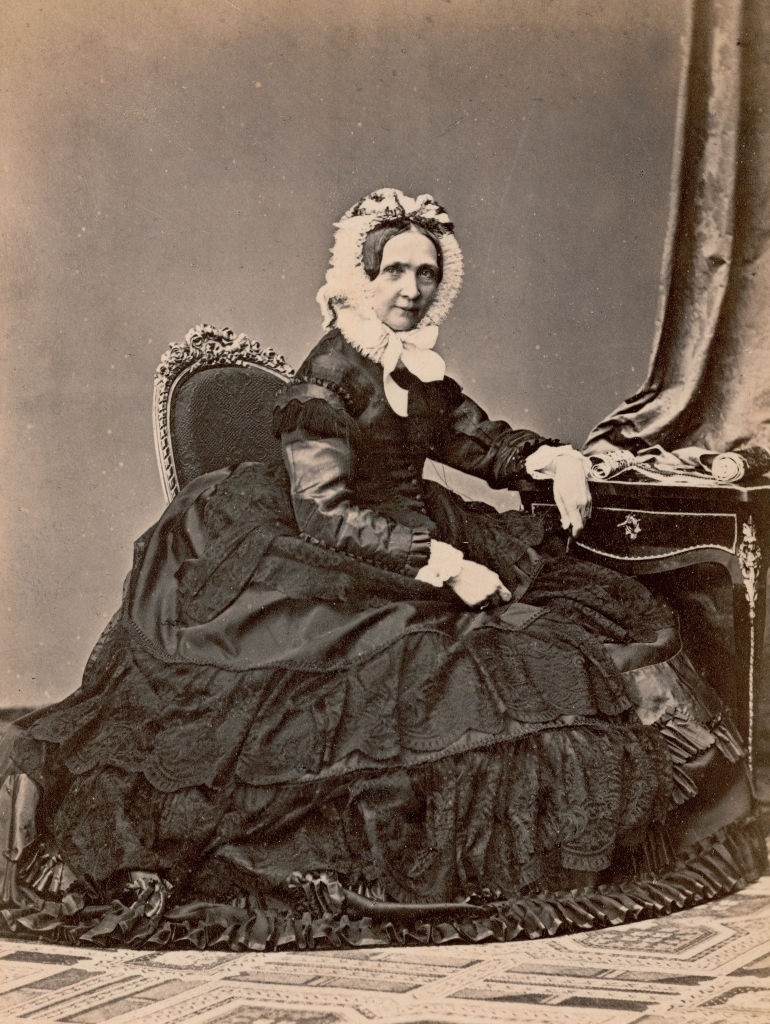
Arcyksiężna Zofia, 1866

## Wczesne życie
Zofia Fryderyka urodziła się jako córka króla Bawarii, Maksymiliana I oraz jego drugiej żony Karoliny Fryderyki. Była bliźniaczą siostrą Marii, przyszłej królowej Saksonii. Dzieciństwo Zofii było bardzo szczęśliwe. Dorastała w ciepłej, harmonijnej i radosnej atmosferze dworu bawarskiego. Rodzice Zofii bardzo kochali wszystkie swoje dzieci i byli z nich bardzo dumni. Była ulubienicą swojego ojca. Król Maksymilian, człowiek wesoły i skromny, chociaż chętnej spędzał czas w towarzystwie swoich doradców i ministrów, dał się poznać jako bardzo kochający ojciec dla swoich córek. Jego małżonka Karolina, zajmująca się działalnością dobroczynną, była oddaną i troskliwą matką. Rodzina nazywała Zofię pieszczotliwie Fefe, Pipi, Pifi, Bibi, Fifi, Soph lub Sinpilfer. Już od najmłodszych lat była silne związana emocjonalnie ze swoją rodziną. Czule kochała rodziców i utrzymywała z nimi bliski kontakt po ślubie, szczególnie z matką. Księżniczka uwielbiała swoje siostry, w szczególności Marię Annę. Śmierć najmłodszej z nich, Maksymiliany, bardzo zasmuciła Zofię.

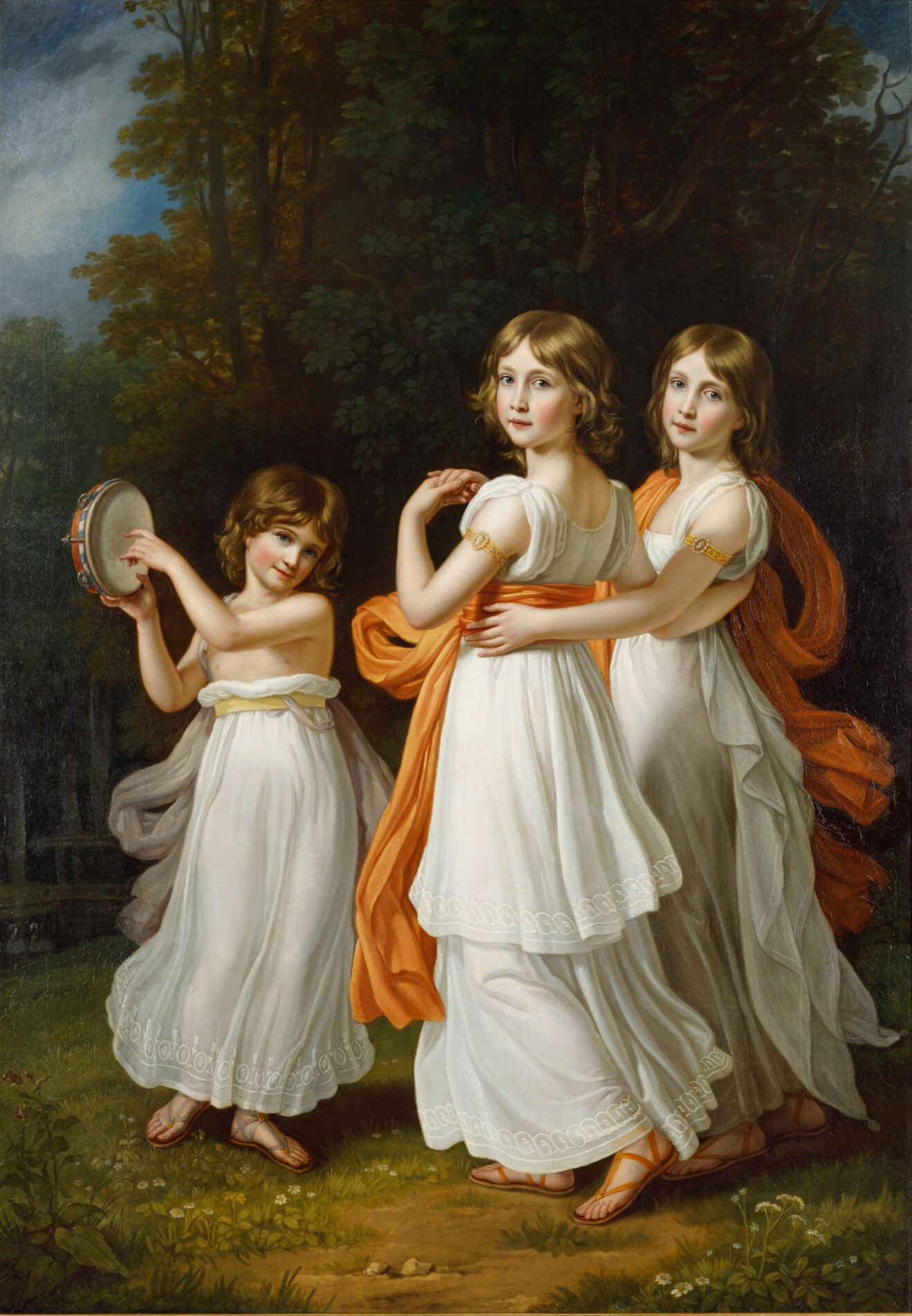
Zofia z siostrami, Marią i Ludwiką

Zofia i jej siostry otrzymały staranne wykształcenie. Od czwartego roku życia pobierały lekcje fizyki, historii, pisania oraz czytania. Księżniczki uczono również kilku języków: francuskiego, w którym rozmawiano na bawarskim dworze, niemieckiego, włoskiego, a także angielskiego. Część edukacji stanowiły również robótki ręczne, wieczory teatralne i baletowe, zajęcia muzyki oraz rysunku. Zofia, podobnie jak matka, lubiła malować. Wychowywana była w wierze katolickiej, ale także w tolerancji dla protestantyzmu. Przez całe życie uważana była za bardzo pobożną osobę.
W młodości słynęła z wielkiej urody. Niemiecki portrecista Joseph Karl Stieler umieścił jej portret w Galerii Piękności. Miała opinię dziewczyny upartej i stanowczej. Już jako nastolatka poznała swojego przyszłego męża – austriackiego arcyksięcia Franciszka Karola – podczas jednego ze zwyczajowych spotkań rodzinnych Wittelsbachów i Habsburgów. Jednak nieśmiały, niezbyt przystojny i nieszczególnie bystry nie zrobił na Zofii wrażenia.

## Małżeństwo i potomstwo
Franciszek Karol bardzo szybko zakochał się w swojej pięknej i inteligentnej bawarskiej księżniczce. Systematycznie przyjeżdżał do Monachium, aby móc spędzać z nią czas. Wysyłał jej również prezenty i pisał do niej czułe listy, na które księżniczka uprzejmie odpisywała.

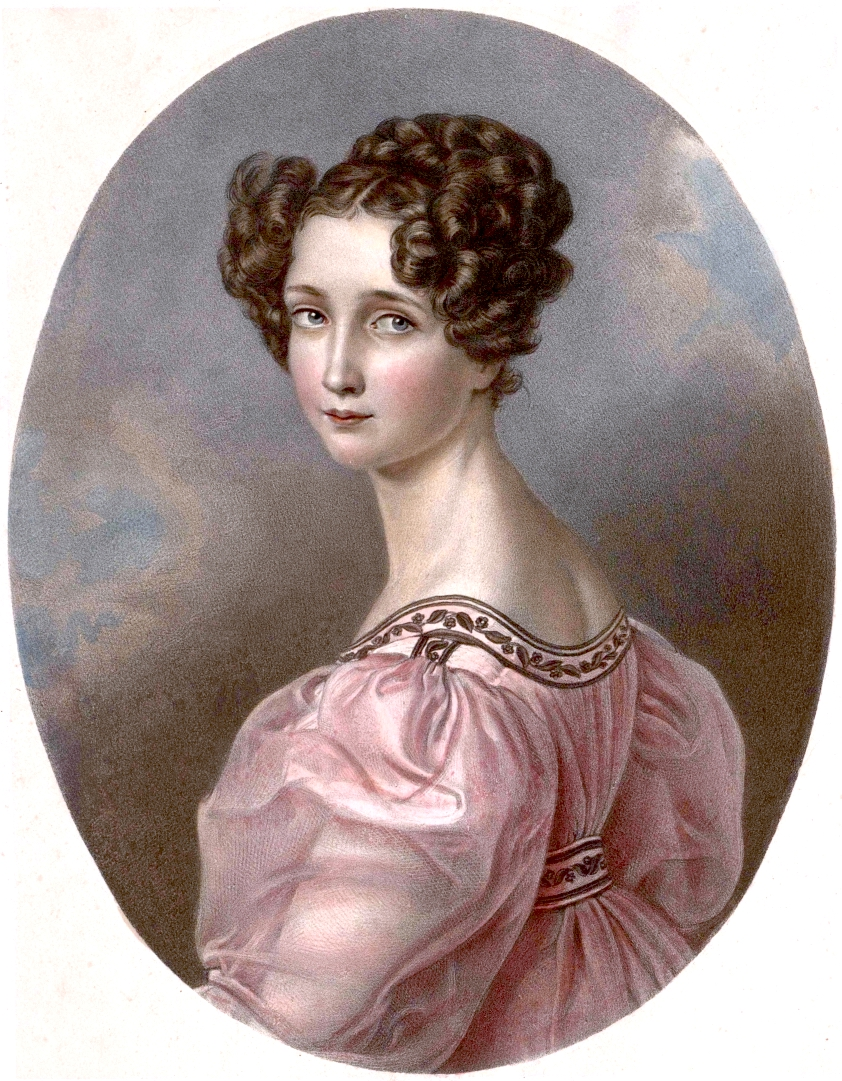
Nastoletnia Zofia

Podczas obrad Kongresu Wiedeńskiego ustalono, że Zofia poślubi najstarszego syna cesarza Franciszka II, arcyksięcia Ferdynanda. Jednak w 1823 roku, prawdopodobnie za namową cesarzowej Karoliny Augusty, postanowiono, że bawarska księżniczka wyjdzie za Franciszka Karola. Silnie związana ze swoją rodziną Zofia nie myślała wtedy o zamążpójściu. Z tego powodu przyjęła tę wiadomość z rozpaczą i przez trzy dni płakała w swoim pokoju. Jednak nie mogła pozwolić sobie na odmowę, Franciszek Karol – mogący w przyszłości zostać cesarzem – stanowił bardzo dobrą partię.

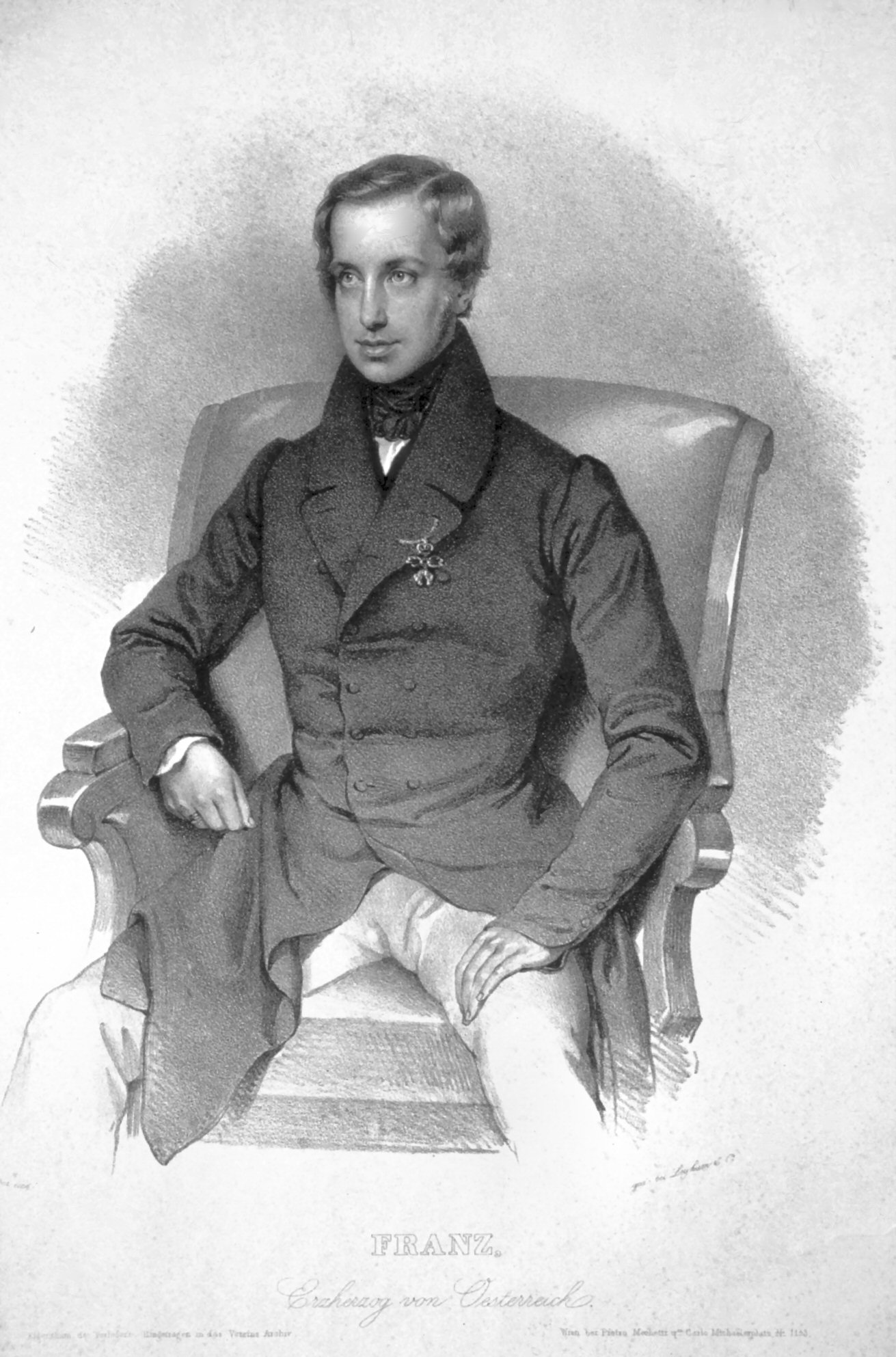
Franciszek Karol, 1827

W maju 1824 Franciszek Karol w towarzystwie kanclerza Metternicha udał się do Tegernsee, aby spotkać się z Zofią. Zaręczyny miały miejsce 29 maja tego samego roku w Baden-Baden. Podróż do Wiednia zaplanowano na 20 września, a rodzice księżniczki zamierzali jej towarzyszyć. Zofia jednak zachorowała, dlatego datę wyjazdu z Tegernsee przesunięto na październik. Wraz z matką i narzeczonym przybyła do Wiednia 1 listopada 1824 roku.

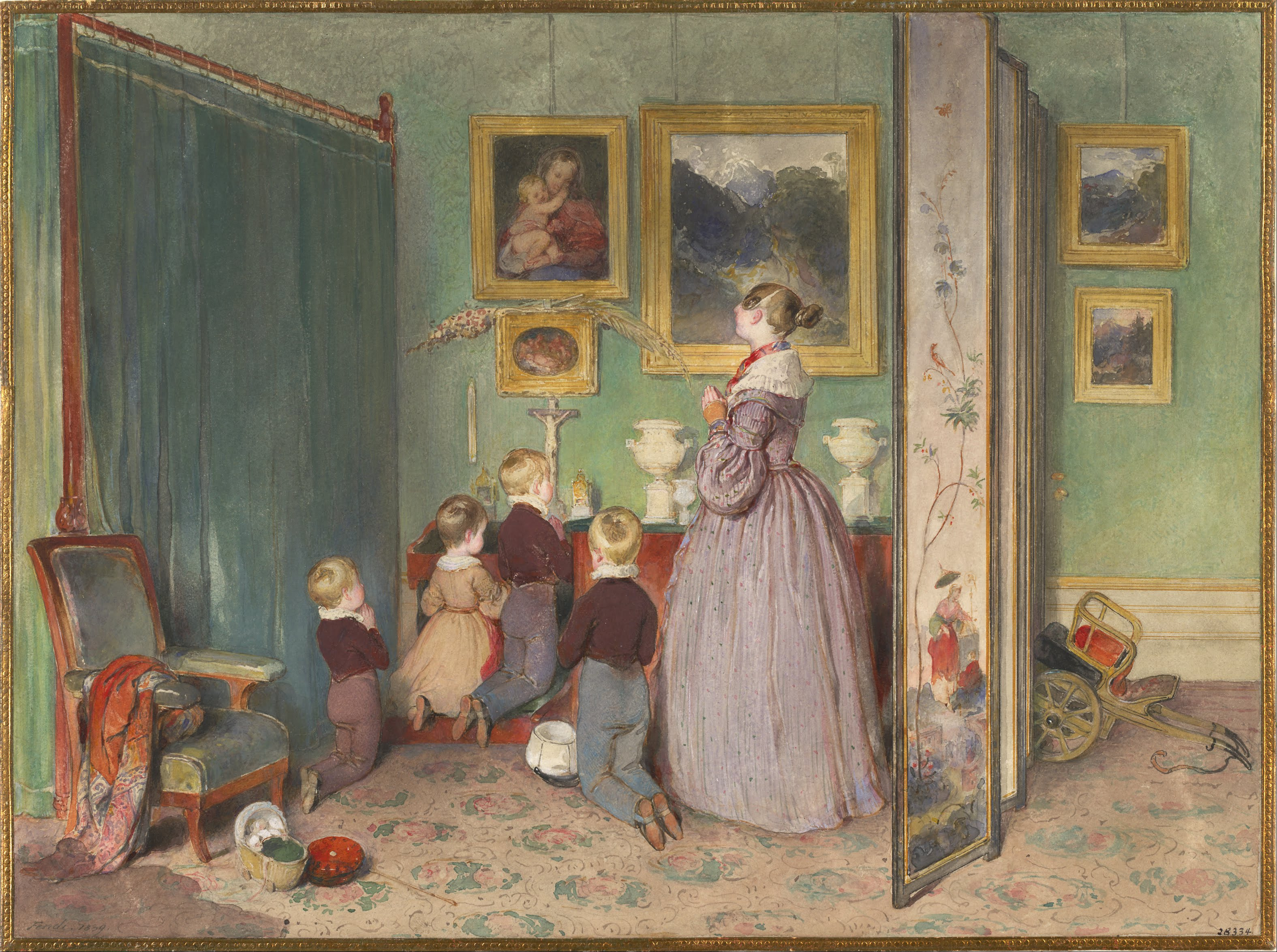
Zofia w towarzystwie dzieci Franciszka Józefa, Maksymiliana, Karola Ludwika oraz Marii Anny

Ceremonia zaślubin odbyła się 4 listopada 1824 roku. W Wiedniu Zofia została przyjęta bardzo entuzjastycznie, a jej teść cesarz Franciszek II serdecznie ją powitał. Franciszek Karol starał się być oddanym i troskliwym mężem. Zawsze starał się sprawić żonie przyjemność, często kupował dla niej suknie, płaszcze i biżuterię Zofia poruszona zachowaniem męża, chociaż na początku obojętna wobec niego, z czasem zmieniła swoje nastawienie. Mimo różnicy charakterów Franciszek Karol i Zofia tworzyli szczęśliwe małżeństwo. Arcyksiążę przez całe życie kochał i szanował swoją troskliwą i oddaną mu żonę.
Zofia była w ciąży jedenaście razy, jednak w ciągu pierwszych pięciu lat małżeństwa pięć razy poroniła. Poddała się więc serii kuracji w Bad Ischl, a kiedy w 1830 roku zaszła w ciążę po raz kolejny, lekarze polecili jej szczególnie na siebie uważać. Wtedy zaczęły pojawiać się także plotki o jej rzekomym romansie z Gustawem Wazą, a później również z jej bliskim przyjacielem i powiernikiem – Napoleonem II, którym przypisywano ojcostwo jej najstarszych synów.
Franciszek Karol i Zofia doczekali się szóstki dzieci:
- Franciszka Józefa (1830–1916) – cesarza Austrii,
- Maksymiliana Ferdynanda Józefa (1832–1867) – cesarza Meksyku,
- Karola Ludwika (1833–1896) – arcyksięcia,
- Marię Annę (1835–1840) – arcyksiężną zmarłą w dzieciństwie,
- syna, który urodził się martwy (1840),
- Ludwika Wiktora (1842–1919) – arcyksięcia.

Zofia była nieco nadopiekuńczą, aczkolwiek bardzo troskliwą i kochającą matką dla swoich dzieci. Żywo interesowała się ich wychowaniem oraz edukacją. Razem z mężem starali się zadbać o szczęśliwe i beztroskie dzieciństwo swojego potomstwa. Każdego wieczoru czytała na głos swoim dzieciom powieści takie jak Podróże Guliwera czy Szwajcarska rodzina Robinsonów. Kiedy dzieci podrosły często para zabierała je na spacery, przedstawienia teatralne oraz wystawy w Wiedniu. Śmierć ich jedynej córki, Marii Anny, Zofia bardzo mocno przeżyła. Trauma związana z tym wydarzeniem spowodowała, że arcyksiężna urodziła martwego syna.
Jej ukochanym dzieckiem był Maksymilian, którego uważała za inteligentnego i najbardziej wrażliwego spośród swoich synów, jednak to właśnie z najstarszym synem Franciszkiem Józefem związała wszystkie swoje ambicje. Chociaż bardzo go kochała, wymagała od niego wiele więcej niż od pozostałych dzieci. Zawsze starała się, aby mały Franciszek, jako najstarszy arcyksiążę grał czołową rolę w teatrzykach dworskich, chociaż nie posiadał talentu aktorskiego. Doskonale zdając sobie sprawę, że Franciszek ma szanse na objęcie austriackiego tronu, Zofia przywiązywała ogromną wagę do jego edukacji. Dobierała wychowawców dla syna, nadzorowała proces wychowania, a nawet osobiście brała udział w lekcjach, chociaż z czasem ich program przekroczył stan jej wiedzy.

## Arcyksiężna Austrii

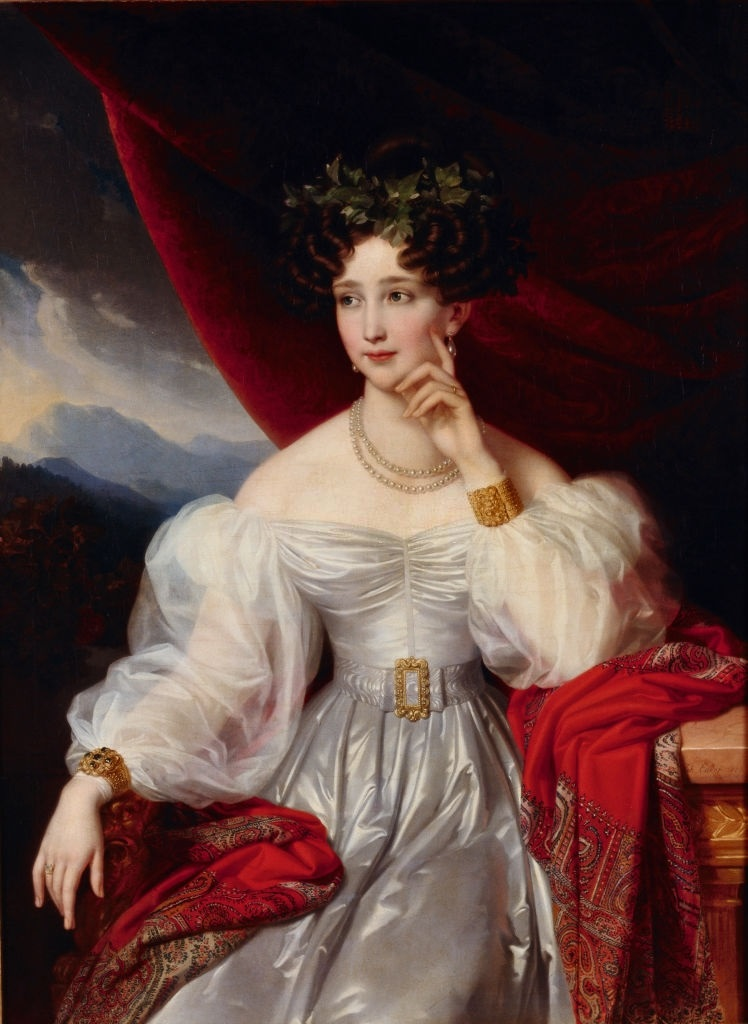
Młoda Zofia

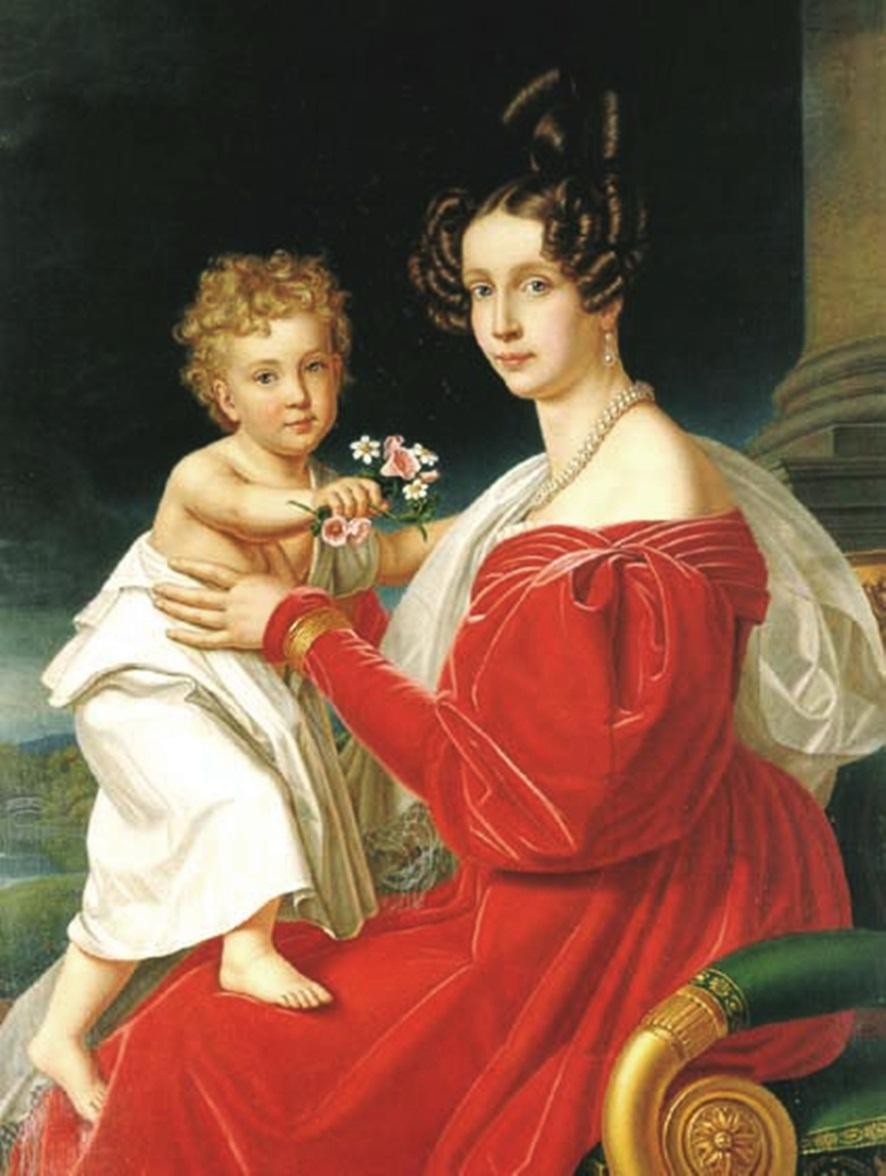
Arcyksiężna Zofia z synem Franciszkiem Józefem

Zdolna i piękna Zofia szybko zyskała popularność oraz silną pozycję na dworze austriackim. Miała bardzo dobre relacje z teściem Franciszkiem II. W liście do swojej babki wspomina, że cesarz okazywał jej wręcz przytłaczającą życzliwość i traktował ją jak własną córkę. Przyjazne stosunki utrzymywała również z teściową Karoliną Augustą, która była równocześnie jej przyrodnią siostrą. Chociaż Zofia bywała zazdrosna o popularność siostry, nie wpłynęło to negatywnie na ich wzajemne relacje, a kobiety były sobie bardzo bliskie. Popadła jednak w konflikt z kanclerzem Klemensem von Metternichem.
Zofia bardzo cierpiała z powodu rozłąki z rodziną, szczególnie z ukochaną matką. Prowadziła z nią ożywioną korespondencję. Pisała do niej wiele listów, w których opisywała wydarzenia z dworu austriackiego, a także swoje opinie na dane tematy oraz towarzyszące jej uczucia. Korespondowała też ze swoim rodzeństwem, często pisywała do swoich sióstr – Augusty, Marii, Amalii oraz Ludwiki, z którymi do końca życia pozostała w bliskim kontakcie. Ludwika szczerze kochała Zofię i podziwiała jej silną osobowość do tego stopnia, że stawiała ją za wzór swoim córkom.
Była wybitną postacią w okresie biedermeieru na wiedeńskim dworze. Jej salony były znane ówczesnym artystom takim jak Ferenc Liszt czy Johann Strauss, który na jej cześć skomponował walca. Jej imieniem nazwano salę balową Sophiensaal. Żywo interesowała się też polityką. Najprawdopodobniej była najlepiej poinformowaną osobą w rodzinie cesarskiej, stale czytała gazety niemieckie oraz francuskie. Największą pasją Zofii była sztuka. Często uczestniczyła w przedstawieniach teatralnych i operach, a także kolekcjonowała i malowała obrazy. Arcyksiężna posiadała również zamiłowanie do literatury, które w dzieciństwie zaszczepiła w niej matka. Najczęściej czytała korespondencje i pamiętniki, ze szczególnym upodobaniem wspomnień królowej Hortensji.
Przyjaźniła się z księciem Reichstadt, Napoleonem. Według pogłosek mieli mieć ze sobą romans, jednak nie ma na to jednoznacznych dowodów. Napoleon był powiernikiem Zofii, jednym z jej najlepszych przyjaciół. Kobieta szczerze go podziwiała i była z nim blisko związana. Spędzała z nim dużo czasu, a w czasie choroby starannie się nim opiekowała i czytała mu na głos książki. Śmierć Napoleona miała mieć negatywny wpływ na osobowość arcyksiężnej. Do bliskich przyjaciół Zofii należeli również Gustaw Waza i jego siostra Amalia Maria, a także hrabina Sophie Esterházy-Liechtenstein.

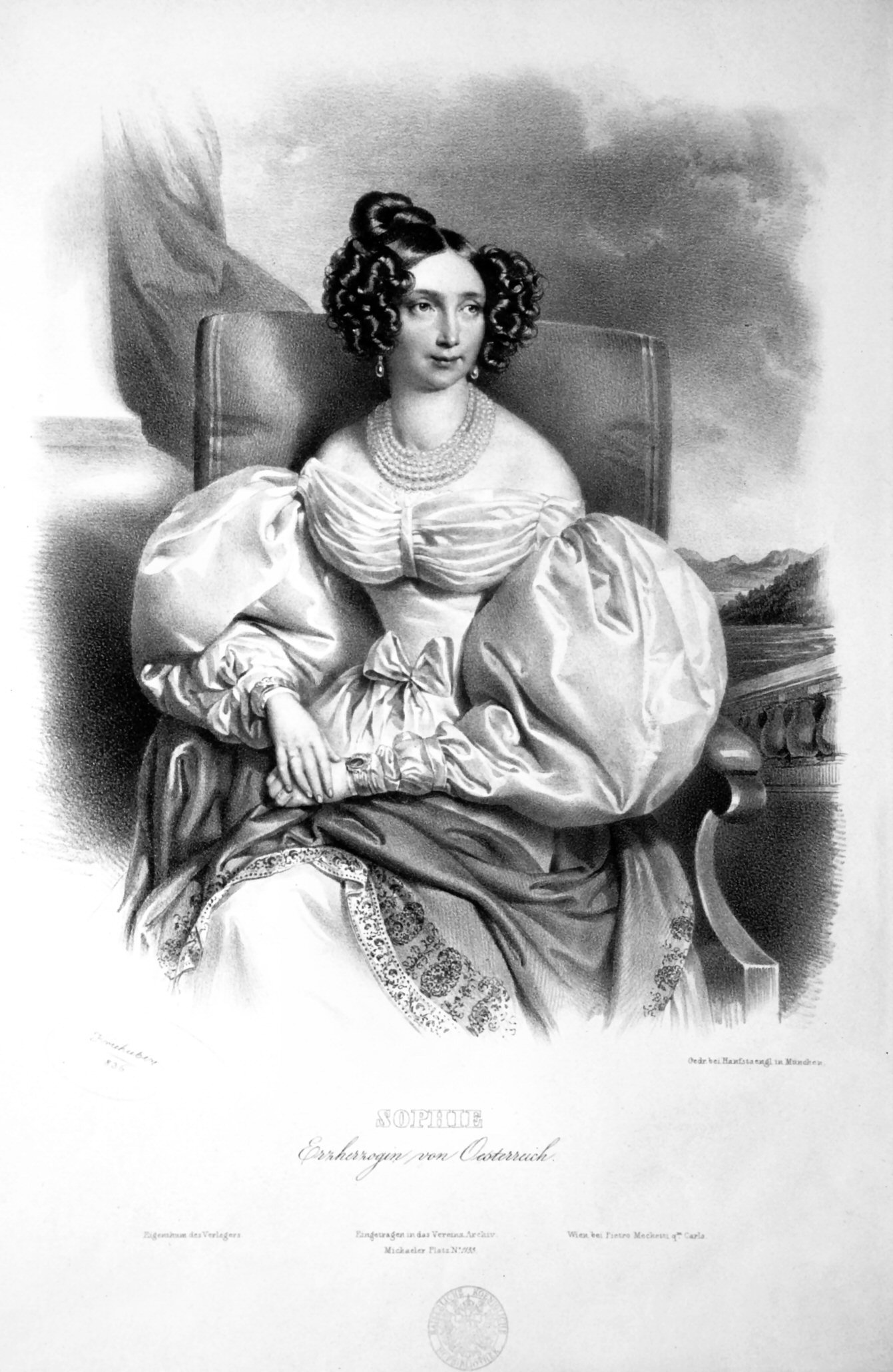
Litografia z 1836 roku

Chociaż na początku szczerze podziwiała Węgrów, po wybuchu Wiosny Ludów sympatia do nich przerodziła się w wyraźną niechęć. Podobnie jak jej mąż odznaczała się pobożnością, która wraz z wiekiem stawała się coraz bardziej widoczna. Udzielała się również charytatywnie. Dała się też poznać jako kobieta energiczna i towarzyska. Bardzo lubiła bale i uroczystości, uwielbiała również tańczyć. Była zafascynowana austriackim dworem. Przystosowanie się do jego realiów i surowej etykiety nie sprawiało Zofii większych problemów. Pierwotnie arcyksiężna miała mieć dość liberalne poglądy, chociaż doświadczenia z 1848 roku zmieniły jej nastawienie. Od tamtej pory stała się konserwatystką i nie kryła swojej niechęci do rewolucji oraz przywiązania do monarchii.

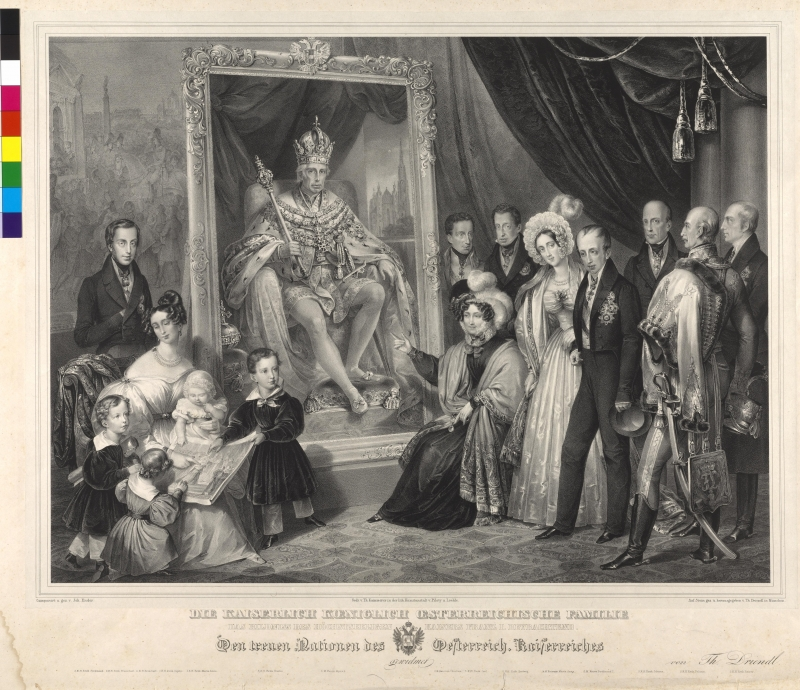
Rodzina cesarska zebrana wokół portretu Franciszka II. Po lewej Zofia z mężem i dziećmi

Śmierć córki, Marii Anny, w 1840 roku załamała Zofię. Maksymilian, chcąc pocieszyć matkę, kupił jej małpkę za własne kieszonkowe i wręczając prezent przepraszał, że nie mógł jej kupić małej dziewczynki. Ogromnym ciosem dla arcyksiężnej była również śmierć jej matki, która nastąpiła rok później. Po tym wydarzeniu Zofia zaczęła prowadzić swój pamiętnik.
Po śmierci Franciszka II jego następcą został cierpiący na epilepsję Ferdynand. Arcyksiężnej nie spodobała się ta sukcesja, uważała bowiem, że powinna ona przypaść jej mężowi, jednak z szacunku dla zmarłego teścia nie skrytykowała jego woli. Za panowania swojego szwagra była jednak kobietą wyraźnie zaangażowaną politycznie. W roku 1848 w Cesarstwie Austriackim wybuchła Wiosna Ludów. Zofię to wydarzenie szczerze zaniepokoiło, a ze względów bezpieczeństwa wraz z rodziną musiała dwukrotnie opuścić Wiedeń. Po tych wydarzeniach cesarz Ferdynand zdecydował się abdykować. Wtedy Zofia zrezygnowała ze swoich praw do tronu, do czego namówiła również swojego męża, a władza została przekazana zaledwie osiemnastoletniemu Franciszkowi Józefowi. Arcyksiężna odegrała w tym wszystkim niebagatelną rolę, dlatego w tamtym okresie nazywano ją „jedynym mężczyzną na dworze”. Do końca życia miała opinię kobiety silnej, o żelaznej woli.

## Panowanie Franciszka Józefa

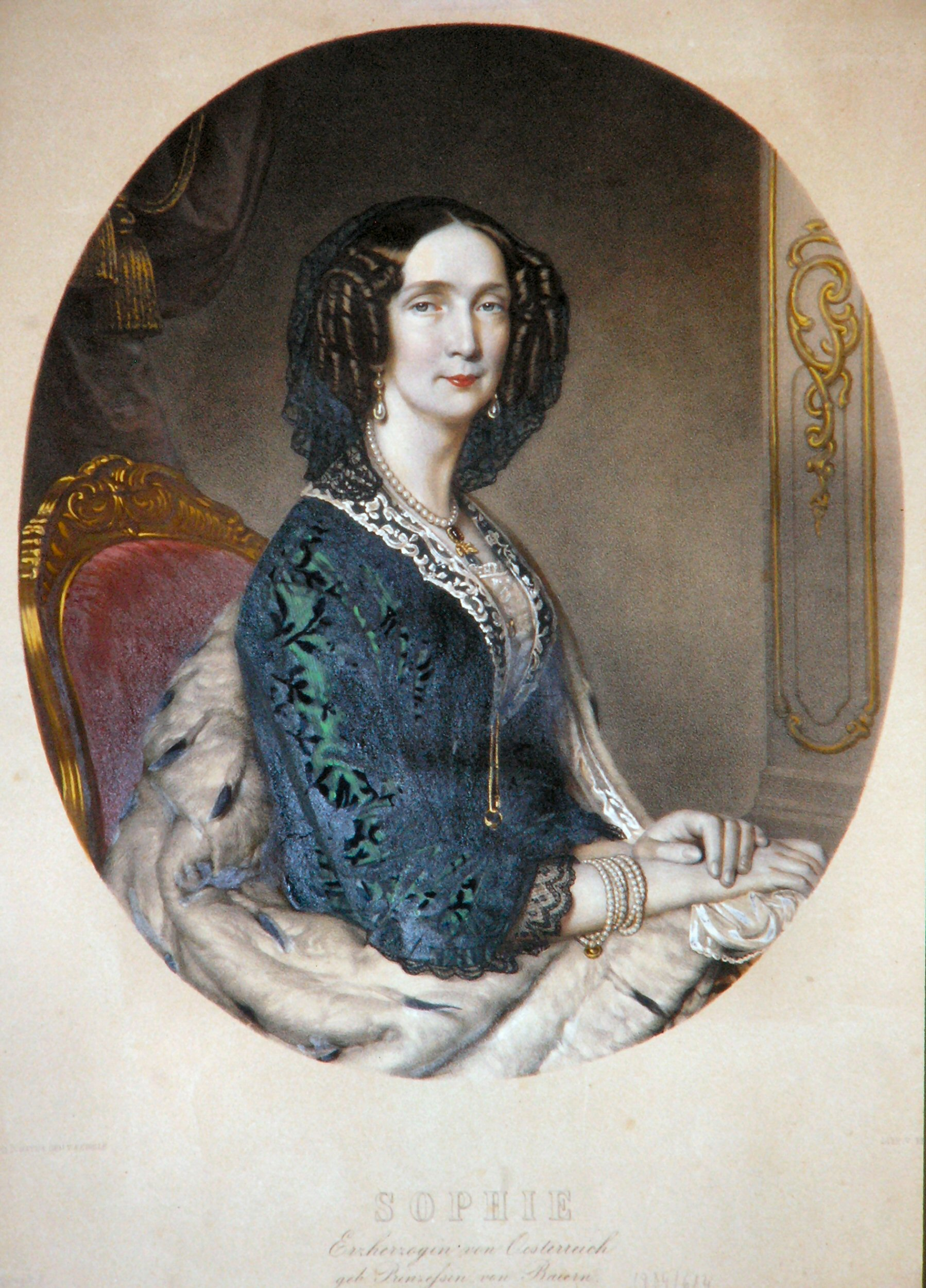
Arcyksiężna Zofia, ok. 1860

Po objęciu władzy przez Franciszka Józefa silna pozycja Zofii na dworze nie malała. Pełna energii życiowej wciąż brała czynny udział w życiu politycznym cesarstwa, choć nie wszystkie jej polityczne posunięcia były udane. Była jednym z głównych doradców młodego cesarza. Uczyła go reguł rządzących polityką, kierowała nim i podsuwała mu liczne pomysły. Franciszek Józef przez całe życie darzył matkę ogromnym szacunkiem, miłością oraz zaufaniem.
Rządziła nie tylko na dworze cesarskim, ale również w domu Habsburskim, decydowała o wszystkich ślubach w rodzinie. Poza tym to ona zatwierdzała plan dnia cesarza, decydowała kiedy i gdzie ma być podany obiad, a także ustalała listy gości zapraszanych na bale i uroczystości. Do końca życia uważana była za najtwardszą osobę w rodzinie cesarskiej. Nawet po ślubie cesarza z księżniczką bawarską Elżbietą Zofia posiadała dominującą pozycję na dworze i ogromne wpływy, przez co zyskała przydomek heimliche Kaiserin oznaczający dosłownie sekretną cesarzową. Popierała absolutystyczną formę rządów, co częściowo przyczyniło się do jej złej reputacji po śmierci.
Jej pomysłem był ślub Franciszka i Heleny Bawarskiej. Jednak w tym wypadku cesarz nie posłuchał matki i ożenił się z siostrą Heleny, Elżbietą Bawarską. Zofia była zaskoczona jego postanowieniem, gdyż typowała Elżbietę na narzeczoną dla arcyksięcia Karola Ludwika. Jednak wbrew powszechnej opinii nie była rozczarowana wyborem syna. W szesnaste urodziny Elżbiety wysłała synowej girlandę róż. Podarowała jej również swoje ślubne klejnoty. Ślub młodej pary odbył się w kwietniu 1854 roku.

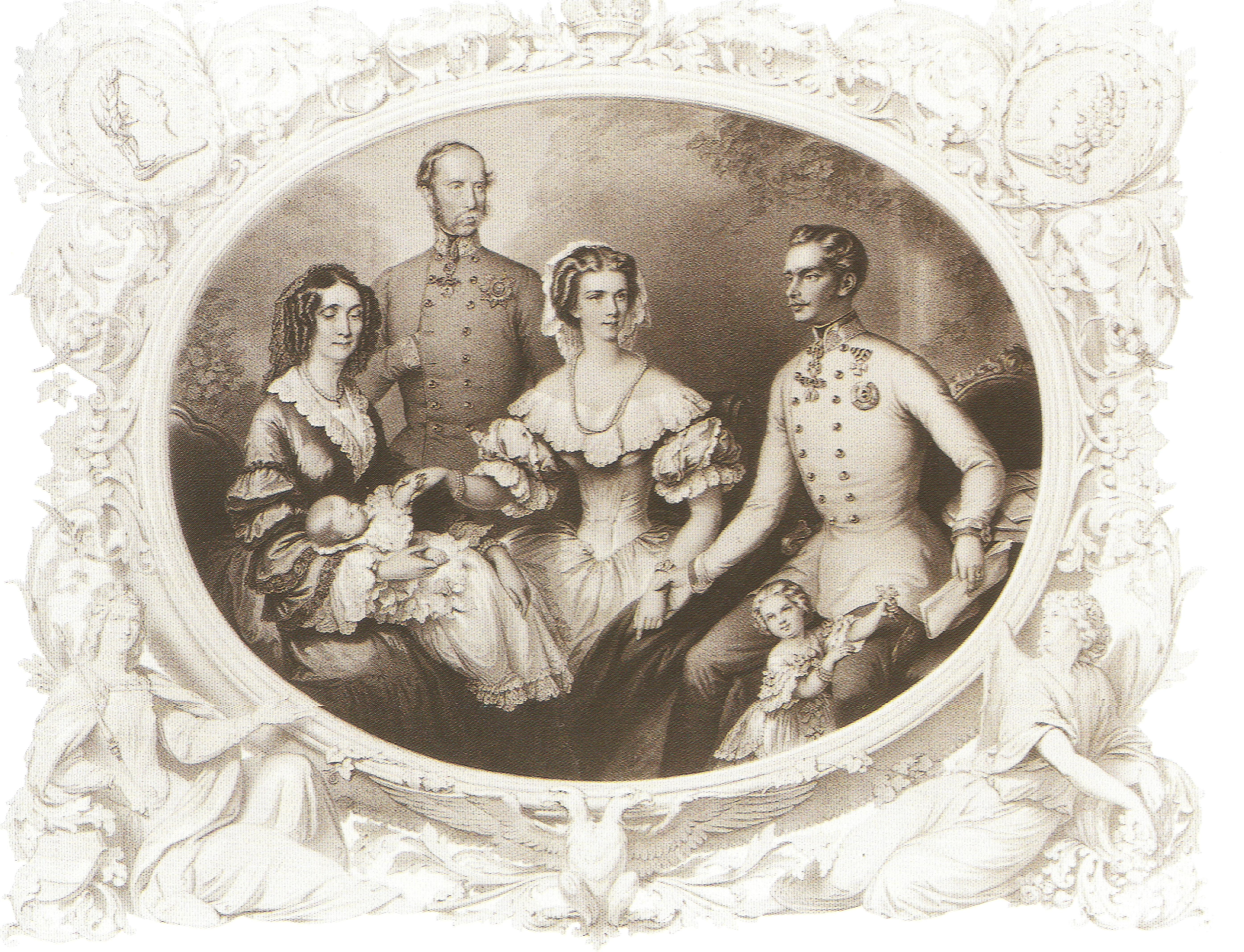
Rodzina cesarska

Stosunki Zofii z synową nie układały się najlepiej, chociaż na początku dbała o delikatną psychikę cesarzowej, co z czasem się zmieniło. Arcyksiężna za główny cel obrała sobie zrobienie z młodej i niedojrzałej Elżbiety idealnej cesarzowej, chociaż jej działania tylko pogorszyły relacje między nimi. Zajęła się wychowaniem dzieci pary cesarskiej, co było przyczyną wielu kłótni z synową. Pokój dziecięcy znajdował się w pobliżu apartamentów Zofii, co bardzo nie podobało się Elżbiecie. Najstarszej córce cesarza Franciszka i Elżbiety dała swoje imię. Mała arcyksiężniczka zajęła szczególne miejsce w sercu swojej babki. Arcyksiężna skrupulatnie notowała w pamiętniku każdy szczegół z życia małej Zofii, jak chociażby pojawienie się pierwszych ząbków. Śmierć wnuczki ogromnie ją zasmuciła.
Zofia bardzo kochała swoje wnuki. Dbała o ich staranne wychowanie oraz solidną edukację, choć nie interweniowała, kiedy jej sześcioletni wnuk Rudolf został przekazany pod opiekę okrutnego hrabiego Gondrecourta. Dzieci odwdzięczały się jej wielką miłością i szacunkiem. Traktowały ją niemal jak własną matkę, przez co antypatia Elżbiety do teściowej znacznie wzrosła. Złośliwości, na jakie sobie pozwalała wobec arcyksiężnej, nie łagodziły sytuacji. W dodatku Zofia bardzo często ingerowała w życie prywatne cesarskiej pary i krytykowała większość nawyków i zachowań Elżbiety, uważając je za niegodne pozycji cesarzowej. Nie pochwalała też fascynacji synowej Węgrami, a także jej nałogów takich jak picie piwa i palenie papierosów. Zofia nie rozumiała synowej, która swoje uczucia i wizerunek przekładała nad dobro Cesarstwa i dynastii. Obie kobiety, posiadające odmienne osobowości i poglądy, nie mogły dojść do porozumienia.

Arcyksiężna często chwaliła urodę swojej synowej, twierdziła, że żadna inna kobieta nie może się z nią w tej kwestii równać. Wizyty Elżbiety w szpitalach, przytułkach i kościołach jej imponowały – w listach do Rudolfa z 1866 roku nazywała ją "dobrym aniołem". W swoim pamiętniku oraz korespondencjach opisuje swoją synową w sposób pozytywny, a w wielu listach można zobaczyć troskę Zofii o stan zdrowia cesarzowej. Elżbieta, chociaż szczerze nienawidziła swojej teściowej i uważała ją za swojego wroga, po latach stwierdziła, że arcyksiężna nie kierowała się złośliwością i nigdy nie miała wobec niej złych zamiarów. 

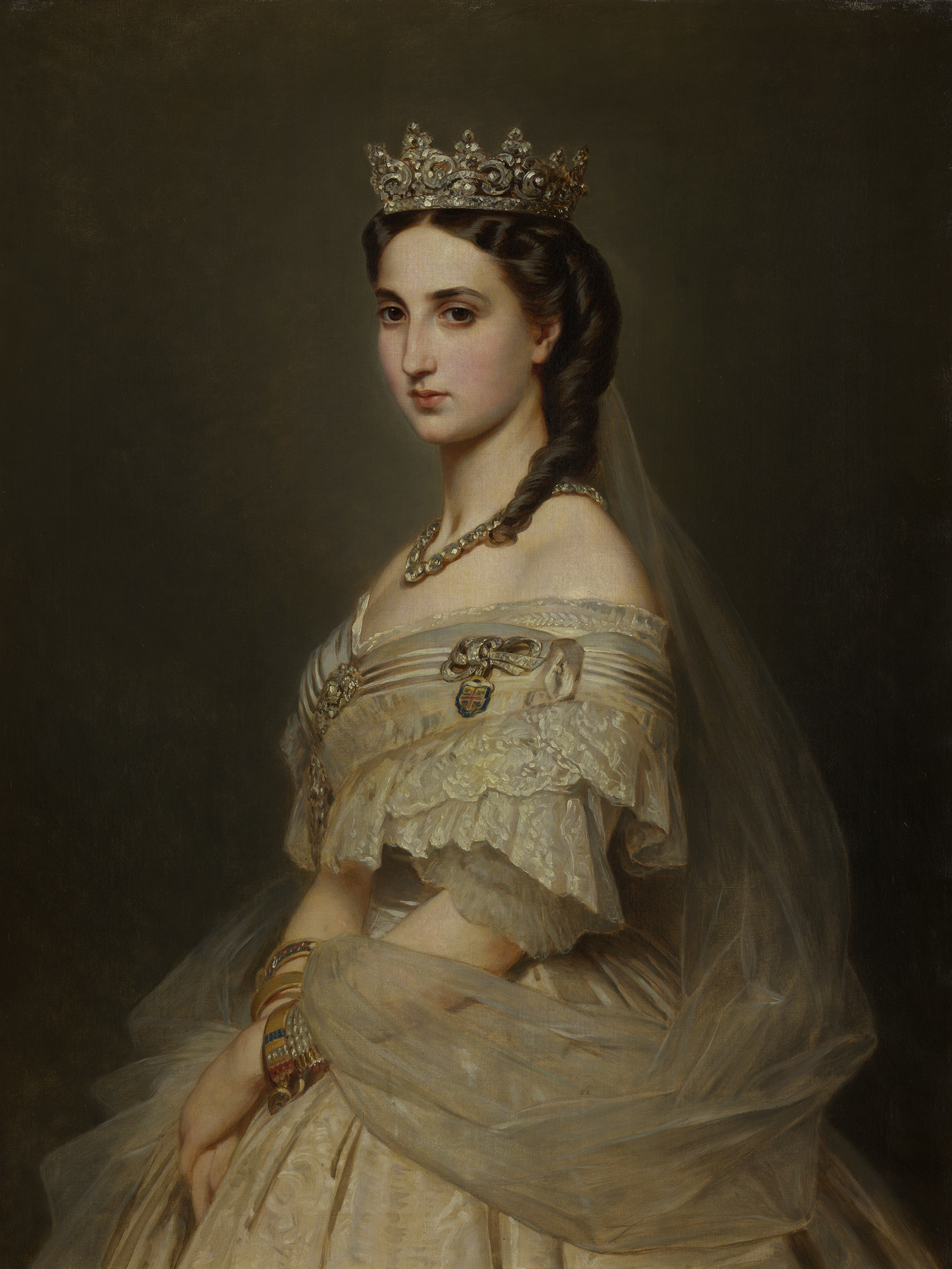
Maria Charlotta jako Cesarzowa Meksyku

W 1865 roku, dzięki zabiegom cesarzowej, arcyksiążę Rudolf został wychowankiem hrabiego Józefa Latoura, który w odróżnieniu od swojego poprzednika okazał się dobrym wychowawcą. Po tym wydarzeniu opiekę nad dziećmi przejęła cesarzowa Elżbieta, która zyskała na dworze silną pozycję, a jej wpływ na męża znacznie się umocnił. Od tej pory arcyksiężna przestała ingerować w prywatne życie syna i jego żony.
Relacje Zofii z pozostałymi synowymi były bardzo dobre, w szczególności z Marią Charlottą, żoną Maksymiliana. Chociaż na początku Zofia była nastawiona dość sceptycznie do małżeństwa syna z belgijską księżniczką, po pierwszym spotkaniu z nią natychmiast zmieniła zdanie. Charlotta, będąca przeciwieństwem Elżbiety, zrobiła na swojej teściowej bardzo dobre wrażenie. Arcyksiężna opisała ją jako osobę inteligentną, piękną i fascynującą. Przez długi czas Charlotta była ulubienicą arcyksiężnej. Zofia uważała synową za kobietę zdolną i kompetentną, widziała w niej idealną żonę dla austriackiego arcyksięcia. Z czasem jednak nastawienie to uległo zmianie. Kiedy Zofia zobaczyła, że młoda arcyksiężna za wszelką cenę pragnie korony Meksyku, straciła do niej szacunek i zaufanie, a ich relacje się ochłodziły.

## Ostatnie lata i śmierć

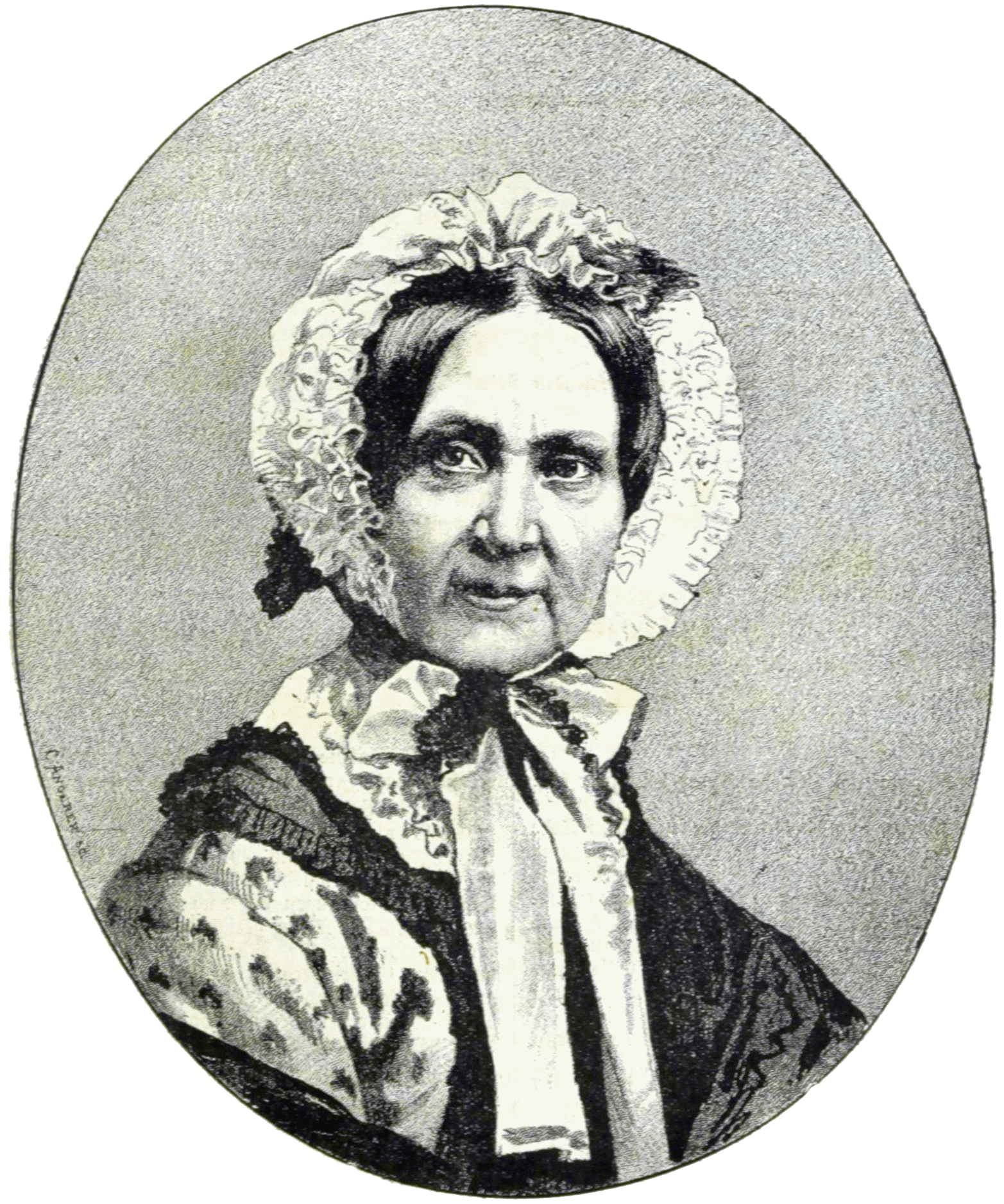
Arcyksiężna w 1872 roku

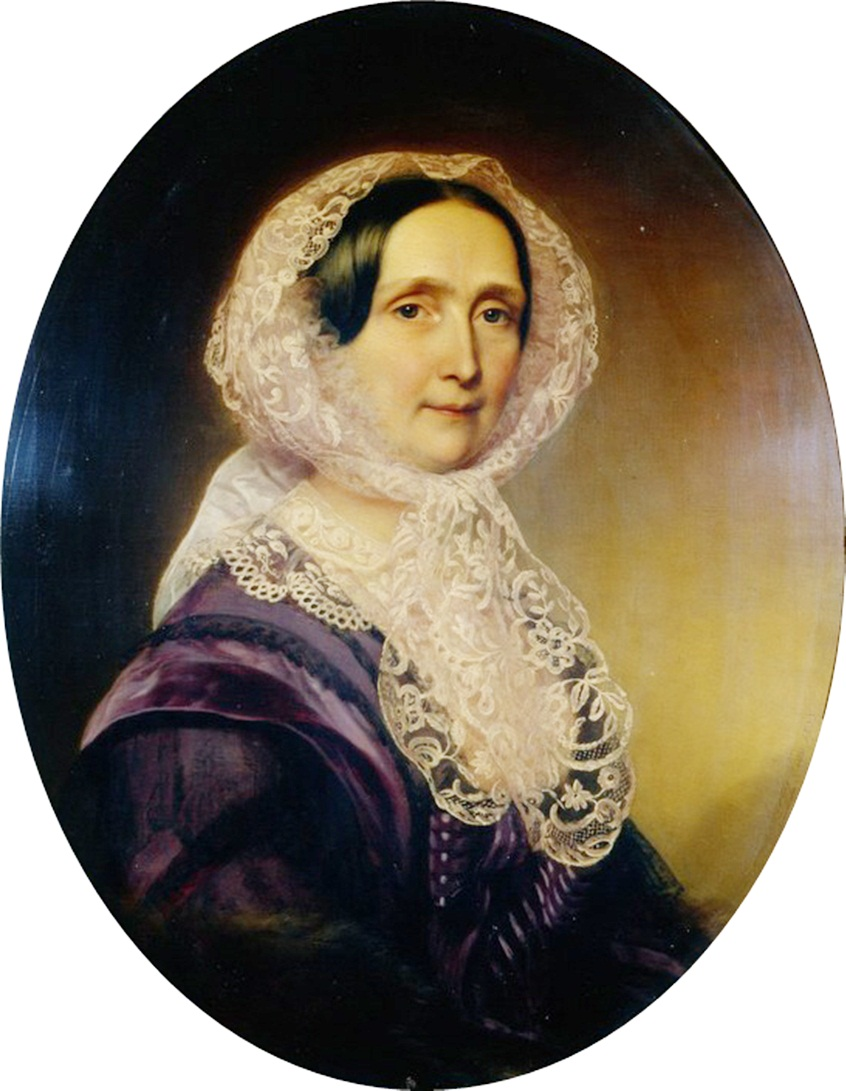

W 1859 Maksymilianowi zaproponowano koronę Meksyku. Chociaż na początku odrzucił propozycję, po czasie zgodził się na przyjęcie korony. Wywołało to ogromny niepokój Zofii, która starała się odwieść syna od tej decyzji. Uważała bowiem, że w razie śmierci Rudolfa (był chorowitym dzieckiem) następcą tronu zostałby Maksymilian, jak również bardzo martwiła się o syna. Próbowała przekonać Franciszka Józefa, aby nie pozbawiał syna tytułów i praw książęcych, jakie przysługiwały mu w Austrii, jednak bezskutecznie.
Maksymilian został rozstrzelany w 1867 roku. Jego ostatnim życzeniem miała być prośba o to, aby egzekutorzy nie strzelali mu w twarz, aby jego matka i żona mogły go rozpoznać. Wiadomość o okrutnej śmierci ukochanego syna mocno wstrząsnęła Zofią. Po tym tragicznym wydarzeniu dotąd pełna werwy i energii życiowej, Zofia wycofała się z życia publicznego, mocno się postarzała i zaczęła unikać obcych ludzi. Wtedy to pozycja i wpływy jej synowej znacznie się umocniły. Nie brała udziału w symbolicznych uroczystościach koronacyjnych cesarza Franciszka i jego żony na króla i królową Węgier. Była za to obecna na ślubie ukochanej wnuczki Gizeli z księciem bawarskim, Leopoldem. Chociaż cieszyła się szczęściem wnuczki w swoim dzienniku opisała małżeństwo jako „niedobrane” i „politycznie bezwartościowe”.
Po pewnym czasie arcyksiężna mocno podupadła na zdrowiu. Przez dziesięć dni rodzina czuwała przy jej łóżku. Również Elżbieta przez kilka dni opiekowała się teściową. W tym czasie Zofia dostała kilku krwotoków mózgowych oraz nie była w stanie mówić. Zmarła 28 maja 1872 roku. Widząc martwą matkę Franciszek Józef rozpłakał się, a bliską omdlenia Elżbietę trzeba było wyprowadzić z pomieszczenia. Wiedeń szczerze opłakiwał Zofię, uważano ją bowiem za prawdziwą cesarzową Zdaniem ówczesnego szwajcarskiego ambasadora Zofia była „bez wątpienia najważniejszą kobietą w austriackiej rodzinie cesarskiej, zaraz po Marii Teresie”

## Przodkowie
|  |                                             |  |  |  |  |  |  |  |  |  |  |  |  |  |  |  |
|  | Christian II Wittelsbach                    |  |  |  |  |  |  |  |  |  |  |  |  |  |  |  |
|  |                                             |  |  |  |  |  |  |  |  |  |  |  |  |  |  |  |
|  |                                             |  |  |  |  |  |  |  |  |  |  |  |  |  |  |  |
|  | Christian III Wittelsbach                   |  |  |  |  |  |  |  |  |  |  |  |  |  |  |  |
|  |                                             |  |  |  |  |  |  |  |  |  |  |  |  |  |  |  |
|  |                                             |  |  |  |  |  |  |  |  |  |  |  |  |  |  |  |
|  | Katarzyna Agata Rappoltstein                |  |  |  |  |  |  |  |  |  |  |  |  |  |  |  |
|  |                                             |  |  |  |  |  |  |  |  |  |  |  |  |  |  |  |
|  |                                             |  |  |  |  |  |  |  |  |  |  |  |  |  |  |  |
|  | Fryderyk Michał Wittelsbach                 |  |  |  |  |  |  |  |  |  |  |  |  |  |  |  |
|  |                                             |  |  |  |  |  |  |  |  |  |  |  |  |  |  |  |
|  |                                             |  |  |  |  |  |  |  |  |  |  |  |  |  |  |  |
|  | Ludwik Krato z Nassau-Saarbrücken           |  |  |  |  |  |  |  |  |  |  |  |  |  |  |  |
|  |                                             |  |  |  |  |  |  |  |  |  |  |  |  |  |  |  |
|  |                                             |  |  |  |  |  |  |  |  |  |  |  |  |  |  |  |
|  | Karolina z Nassau-Saarbrücken               |  |  |  |  |  |  |  |  |  |  |  |  |  |  |  |
|  |                                             |  |  |  |  |  |  |  |  |  |  |  |  |  |  |  |
|  |                                             |  |  |  |  |  |  |  |  |  |  |  |  |  |  |  |
|  | Filipina Henrietta Hohenlohe                |  |  |  |  |  |  |  |  |  |  |  |  |  |  |  |
|  |                                             |  |  |  |  |  |  |  |  |  |  |  |  |  |  |  |
|  |                                             |  |  |  |  |  |  |  |  |  |  |  |  |  |  |  |
|  | Maksymilian I Józef Wittelsbach             |  |  |  |  |  |  |  |  |  |  |  |  |  |  |  |
|  |                                             |  |  |  |  |  |  |  |  |  |  |  |  |  |  |  |
|  |                                             |  |  |  |  |  |  |  |  |  |  |  |  |  |  |  |
|  | Teodor Wittelsbach                          |  |  |  |  |  |  |  |  |  |  |  |  |  |  |  |
|  |                                             |  |  |  |  |  |  |  |  |  |  |  |  |  |  |  |
|  |                                             |  |  |  |  |  |  |  |  |  |  |  |  |  |  |  |
|  | Józef Karol Wittelsbach                     |  |  |  |  |  |  |  |  |  |  |  |  |  |  |  |
|  |                                             |  |  |  |  |  |  |  |  |  |  |  |  |  |  |  |
|  |                                             |  |  |  |  |  |  |  |  |  |  |  |  |  |  |  |
|  | Maria Eleonora z Hesji-Rotenburga-Rheinfels |  |  |  |  |  |  |  |  |  |  |  |  |  |  |  |
|  |                                             |  |  |  |  |  |  |  |  |  |  |  |  |  |  |  |
|  |                                             |  |  |  |  |  |  |  |  |  |  |  |  |  |  |  |
|  | Maria Franciszka Wittelsbach                |  |  |  |  |  |  |  |  |  |  |  |  |  |  |  |
|  |                                             |  |  |  |  |  |  |  |  |  |  |  |  |  |  |  |
|  |                                             |  |  |  |  |  |  |  |  |  |  |  |  |  |  |  |
|  | Karol III Filip Wittelsbach                 |  |  |  |  |  |  |  |  |  |  |  |  |  |  |  |
|  |                                             |  |  |  |  |  |  |  |  |  |  |  |  |  |  |  |
|  |                                             |  |  |  |  |  |  |  |  |  |  |  |  |  |  |  |
|  | Elżbieta Augusta Wittelsbach                |  |  |  |  |  |  |  |  |  |  |  |  |  |  |  |
|  |                                             |  |  |  |  |  |  |  |  |  |  |  |  |  |  |  |
|  |                                             |  |  |  |  |  |  |  |  |  |  |  |  |  |  |  |
|  | Ludwika Karolina Radziwiłłówna              |  |  |  |  |  |  |  |  |  |  |  |  |  |  |  |
|  |                                             |  |  |  |  |  |  |  |  |  |  |  |  |  |  |  |
|  |                                             |  |  |  |  |  |  |  |  |  |  |  |  |  |  |  |
|  | Zofia Wittelsbach                           |  |  |  |  |  |  |  |  |  |  |  |  |  |  |  |
|  |                                             |  |  |  |  |  |  |  |  |  |  |  |  |  |  |  |
|  |                                             |  |  |  |  |  |  |  |  |  |  |  |  |  |  |  |
|  | Fryderyk (Baden-Durlach)                    |  |  |  |  |  |  |  |  |  |  |  |  |  |  |  |
|  |                                             |  |  |  |  |  |  |  |  |  |  |  |  |  |  |  |
|  |                                             |  |  |  |  |  |  |  |  |  |  |  |  |  |  |  |
|  | Karol Fryderyk Badeński                     |  |  |  |  |  |  |  |  |  |  |  |  |  |  |  |
|  |                                             |  |  |  |  |  |  |  |  |  |  |  |  |  |  |  |
|  |                                             |  |  |  |  |  |  |  |  |  |  |  |  |  |  |  |
|  | Anna z Nassau-Dietz-Oranien                 |  |  |  |  |  |  |  |  |  |  |  |  |  |  |  |
|  |                                             |  |  |  |  |  |  |  |  |  |  |  |  |  |  |  |
|  |                                             |  |  |  |  |  |  |  |  |  |  |  |  |  |  |  |
|  | Karol Ludwik Badeński                       |  |  |  |  |  |  |  |  |  |  |  |  |  |  |  |
|  |                                             |  |  |  |  |  |  |  |  |  |  |  |  |  |  |  |
|  |                                             |  |  |  |  |  |  |  |  |  |  |  |  |  |  |  |
|  | Ludwik VIII, landgraf Hesji-Darmstadt       |  |  |  |  |  |  |  |  |  |  |  |  |  |  |  |
|  |                                             |  |  |  |  |  |  |  |  |  |  |  |  |  |  |  |
|  |                                             |  |  |  |  |  |  |  |  |  |  |  |  |  |  |  |
|  | Karolina Luiza z Hesji-Darmstadt            |  |  |  |  |  |  |  |  |  |  |  |  |  |  |  |
|  |                                             |  |  |  |  |  |  |  |  |  |  |  |  |  |  |  |
|  |                                             |  |  |  |  |  |  |  |  |  |  |  |  |  |  |  |
|  | Charlotta z Hanau-Lichtenberga              |  |  |  |  |  |  |  |  |  |  |  |  |  |  |  |
|  |                                             |  |  |  |  |  |  |  |  |  |  |  |  |  |  |  |
|  |                                             |  |  |  |  |  |  |  |  |  |  |  |  |  |  |  |
|  | Karolina Fryderyka Badeńska                 |  |  |  |  |  |  |  |  |  |  |  |  |  |  |  |
|  |                                             |  |  |  |  |  |  |  |  |  |  |  |  |  |  |  |
|  |                                             |  |  |  |  |  |  |  |  |  |  |  |  |  |  |  |
|  | Ludwik VIII, landgraf Hesji-Darmstadt       |  |  |  |  |  |  |  |  |  |  |  |  |  |  |  |
|  |                                             |  |  |  |  |  |  |  |  |  |  |  |  |  |  |  |
|  |                                             |  |  |  |  |  |  |  |  |  |  |  |  |  |  |  |
|  | Ludwik IX, landgraf Hesji-Darmstadt         |  |  |  |  |  |  |  |  |  |  |  |  |  |  |  |
|  |                                             |  |  |  |  |  |  |  |  |  |  |  |  |  |  |  |
|  |                                             |  |  |  |  |  |  |  |  |  |  |  |  |  |  |  |
|  | Charlotta z Hanau-Lichtenberga              |  |  |  |  |  |  |  |  |  |  |  |  |  |  |  |
|  |                                             |  |  |  |  |  |  |  |  |  |  |  |  |  |  |  |
|  |                                             |  |  |  |  |  |  |  |  |  |  |  |  |  |  |  |
|  | Amalia Fryderyka z Hesji-Darmstadt          |  |  |  |  |  |  |  |  |  |  |  |  |  |  |  |
|  |                                             |  |  |  |  |  |  |  |  |  |  |  |  |  |  |  |
|  |                                             |  |  |  |  |  |  |  |  |  |  |  |  |  |  |  |
|  | Christian III Wittelsbach                   |  |  |  |  |  |  |  |  |  |  |  |  |  |  |  |
|  |                                             |  |  |  |  |  |  |  |  |  |  |  |  |  |  |  |
|  |                                             |  |  |  |  |  |  |  |  |  |  |  |  |  |  |  |
|  | Karolina Wittelsbach                        |  |  |  |  |  |  |  |  |  |  |  |  |  |  |  |
|  |                                             |  |  |  |  |  |  |  |  |  |  |  |  |  |  |  |
|  |                                             |  |  |  |  |  |  |  |  |  |  |  |  |  |  |  |
|  | Karolina z Nassau-Saarbrücken               |  |  |  |  |  |  |  |  |  |  |  |  |  |  |  |
|  |                                             |  |  |  |  |  |  |  |  |  |  |  |  |  |  |  |
|  |                                             |  |  |  |  |  |  |  |  |  |  |  |  |  |  |  |